# Fundamentaltheologie
Fundamentaltheologie (auch: Theologische Grundlagenforschung) ist eine Disziplin der katholischen Theologie in Forschung und Lehre. Sie ist eine Teildisziplin der systematischen Theologie. Fragestellungen der Fundamentaltheologie spielen auch in der evangelischen Theologie eine Rolle, dort als „Systematische Theologie“ oder unter Bezeichnungen wie „Prolegomena zur Dogmatik“.

## Aufgaben klassischer Fundamentaltheologie
Die Aufgabe der Fundamentaltheologie ist es, die Grundlagen und Charakteristika des christlichen Glaubens vor der Vernunft zu rechtfertigen, seine Voraussetzungen zu analysieren und die wesentlichen Unterschiede zu anderen Weltanschauungen bzw. Religionen unter systematischer Perspektive herauszuarbeiten. Besonders in den letzten Jahrzehnten finden sich im Detail unterschiedliche Selbstverständnisse, Methoden und inhaltliche Schwerpunktsetzungen.
Ihre Ursprünge hat die Fundamentaltheologie in der Apologie des Urchristentums und der Apologetik. Die Bezeichnung selbst kam im 19. Jahrhundert auf. Von der Apologetik hat die Fundamentaltheologie ihre drei klassischen Teilbereiche oder Traktate geerbt:
- „Traktat Religion“ (demonstratio religiosa), in dem es um die Analyse von Religion überhaupt als vernunftgemäß und traditionell die Auseinandersetzung mit dem Atheismus ging.
- „Traktat Offenbarung“ (demonstratio christiana), in dem die christliche Religion als Offenbarungsreligion rational begründet werden sollte (traditionell in Abgrenzung zu anderen Religionen).
- „Traktat Kirche“ (demonstratio catholica), in dem die eigene Konfession als die angemessene dargestellt und als kirchliche institutionalisierte Religion analysiert werden sollte (traditionell in Abgrenzung zu anderen christlichen Konfessionen).

Es gibt verschiedene Wege, durch die ein Mensch dazu kommt, die biblische Offenbarung zu akzeptieren. Ein katholischer Weg nimmt die Kirche als Ausgangspunkt (d. h. zuerst wird die katholische Kirche bejaht und infolgedessen auch das von der Kirche Gelehrte, u. a. die Autorität und die Zusammensetzung der Bibel). Ein baptistischer Weg geht vom Kommen des Sohnes Gottes aus, dem der einzelne Mensch begegnen kann, und in weiterer Folge kommt es zur Bejahung von Jesu Aussagen über Gottes Offenbarungen. Ein evangelikaler Weg geht von der Inspiration der Bibel aus, woraufhin die Aussagen der Bibel zu verschiedenen Themen erfasst werden können.
In neueren fundamentaltheologischen Entwürfen tritt als vierter oft ein „Traktat theologische Erkenntnislehre“ hinzu, der traditionell die Erkenntnisgründe („Begründungsinstanzen des Glaubens“, loci theologici) erörtert. Diese Thematik überschneidet sich mit jener der Wissenschaftstheorie der Theologie.

## Spezifische Formen und Ansätze

### Wende zum Intrinsezismus
Als die mittelalterliche Apologetik von der Beweisbarkeit von Glaubenssätzen mit natürlicher Vernunft abrückte, stellte sie äußere Beweisgründe in den Mittelpunkt: Wunder, authentische Zeugen. Mit der Abkehr von der Neuscholastik zur Mitte des 20. Jahrhunderts, aber schon mit der Immanenzapologetik Maurice Blondels wird dieser sogenannte Extrinsezismus verabschiedet. Karl Rahner begründet in Hörer des Wortes. Zur Grundlegung einer Religionsphilosophie (1941) die Fundamentaltheologie auf anthropologischem Fundament. Diese schnell konsensfähig gewordene Richtung wird oft (nach Max Seckler) als Intrinsezismus bezeichnet.

### Praktische bzw. politische Fundamentaltheologie
Im Zentrum stehen geschichtliche, praktische und politische Aspekte. Besonders die Erinnerung an die Katastrophe von Auschwitz hat diese Richtung geprägt. Ein erster und wichtiger Vertreter ist Johann Baptist Metz.

### Ökumenische Fundamentaltheologie
Ökumenische Anliegen stellt etwa Peter Knauer ins Zentrum.

### Hermeneutische Fundamentaltheologie
Hermeneutische Fundamentaltheologie stellt im Voraus zu allen Begründungsfragen die Frage nach dem sachgemäßen Verständnis in Bezug auf den Glauben oder sieht beide Momente als nicht voneinander zu trennen an. Prägender Vertreter dieser Akzentuierung ist Eugen Biser. Auch viele andere Konzeptionen unterstreichen die Relevanz des im hermeneutischen Ansatz verfolgten Anliegens.

#### Worum geht es beim Glauben im Grunde?
Eine hermeneutische Fundamentaltheologie antwortet zuerst auf die Frage, worum es beim christlichen Glauben im Grunde geht, und erst daraufhin auch auf die Frage, wie dieser Glaube vor der Vernunft verantwortet werden kann.
Der christliche Glaube bezieht sich auf die christliche Botschaft (Evangelium), die sich selbst als „Wort Gottes“ versteht. Das Wort „Gott“ wird in der christlichen Botschaft durch die Aussage eingeführt, dass die Welt völlig von ihm abhängt, ohne ihn also nicht sein könnte. Gott ist „ohne den nichts ist“. Der Glaube selbst beginnt erst gegenüber dem „Wort Gottes“: An Jesus Christus als den Sohn Gottes zu glauben, bedeutet, aufgrund seines in der heutigen Glaubensverkündigung begegnenden Wortes sich selbst und die ganze Welt in die ewige Liebe Gottes zu Gott, des Vaters zum Sohn, hineingeschaffen zu glauben. In diesem Glauben, als Gewissheit gelebt, muss man nicht mehr aus der Angst um sich selbst leben.

#### Glaube und Vernunft
Soll dieser Glaube vor der Vernunft verantwortbar sein, müssen alle Vernunfteinwände gegen ihn auf ihrem eigenen Feld beantwortet werden, sind also durch Vernunftgründe zu entkräften. Denn nichts kann geglaubt werden, was einer ihre Selbstständigkeit wahrenden Vernunft widerspricht. Im Verständnis des christlichen Glaubens kann, was einer solchen Vernunft widerspricht, nur Aberglauben sein. Deshalb ist der Glaube am Funktionieren der kritischen Vernunft hoch interessiert. Die kritische Vernunft ist der „Türhüter“ (Johannes 10,3 ) gegen jede Form von Aberglauben.
Umgekehrt kann aber auch nichts geglaubt werden, was sich auf bloße Vernunft zurückführen lässt. Alles von Gott Verschiedene ist Welt und kann nicht geglaubt werden; geglaubt werden kann allein, was sich nur als Selbstmitteilung Gottes an diese seine Welt verstehen lässt.
Zwar ist der christliche Glaube nicht auf Vernunft zurückführbar, doch setzt er die Vernunft voraus (entsprechend dem scholastischen „Gnade setzt Natur voraus“). Die Vernunft hat gegenüber dem Glauben nicht in erster Linie Stützfunktion, sondern die Funktion eines Filters gegen Aberglauben. Innerhalb des Glaubens leistet sie den wichtigen Dienst, die innere Einheit aller einzelnen Glaubensaussagen deutlich zu machen, die immer nur Entfaltung des einen und einzigen Grundgeheimnisses der Gemeinschaft mit Gott sein können.
Erst der Inhalt der christlichen Botschaft (Gottes Liebe zur Welt, im Voraus dazu die Liebe des Vaters zum Sohn; Offenbarung dessen durch die Menschwerdung des Sohnes; der Glaube selbst als das Erfülltsein vom Heiligen Geist) macht ihren Anspruch verstehbar, Wort Gottes zu sein. Der Anspruch der christlichen Botschaft, Wort Gottes zu sein, ist in seiner Wahrheit nur dem Glauben als der vom Heiligen Geist erfüllten Erkenntnis zugänglich (vgl. 1. Korinther 12,3 ).
Damit bestreitet hermeneutische Fundamentaltheologie die Auffassung der klassischen Fundamentaltheologie, man könne die positive Möglichkeit einer göttlichen Offenbarung bereits im Voraus zum Glauben erkennen oder es sei möglich, den Glauben bereits im Voraus zur Befassung mit seinem Inhalt als vernunftgemäß zu erweisen. Der Glaube lässt sich nicht auf Vernunftgründe zurückführen und so in einen umfassenderen Rahmen der Vernunft einordnen (= Rationalismus, bzw. theologischer Rationalismus), sondern muss sich gerade dadurch ausweisen, dass nur er selbst mit seinem konkreten Inhalt als das alles andere Umfassende verstanden werden kann. Von einem Fideismus, der sich weigert, den Glauben vor der Vernunft und damit universal zu verantworten, unterscheidet sich diese Aussage dadurch, dass alle Vernunfteinwände mit Vernunftgründen entkräftet werden können müssen.
Im Anspruch der christlichen Botschaft, Wort Gottes zu sein, ist der Anspruch auf Verstehbarkeit dieses Wortes mitgegeben. Nur wer das Wort Gottes hört und „versteht“ (Matthäus 13,23 ), wird Frucht bringen können. Zwar ist das Glaubensgeheimnis der Gemeinschaft mit Gott nicht an der Welt ablesbar und kommt nur in der Weise des Wortes zur Erkenntnis und wird nur im Glauben selbst als wahr erkannt; aber es ist nicht „unverständlich“ oder „rätselhaft“.

#### Rechenschaft über die Aufteilung der theologischen Fächer
Hermeneutische Fundamentaltheologie gibt sodann Rechenschaft über die Aufteilung der Theologie in historische und systematische Fächer: Weil der christliche Glaube „vom Hören“ kommt (Römerbrief 10,17) und man ihn nicht selbst erfindet, ist historisch zu fragen, was die so begegnende christliche Botschaft in Bezug auf den Glauben tatsächlich sagt. Systematisch ist zu fragen, wie dieses so Gesagte wirklich im Sinn des Glaubens als Selbstmitteilung Gottes verstanden werden kann. Zu den historischen Fächern gehören Exegese und Kirchengeschichte als die Geschichte der Auslegung der Heiligen Schrift; zu den systematischen Fächern gehören auf der einen Seite Dogmatik, die den Inhalt des Glaubens im Einzelnen entfaltet, und auf der anderen Seite Praktische Theologie, in der es um die Bedingungen der Weitergabe des Glaubens geht.

#### Das Verhältnis des christlichen Glaubens zu anderen Religionen und zum Atheismus
Schließlich untersucht Fundamentaltheologie das Verhältnis des christlichen Glaubens zu anderen Religionen und zur Religionslosigkeit. Fundamentaltheologie ist in gewisser Hinsicht auch Anwalt des Ungläubigen in der Theologie. Sie ist daran interessiert, dass alle Einwände gegen den Glauben geäußert und öffentlich intersubjektiv nachvollziehbar diskutiert werden können, um Konturen und Grenzen des christlichen Weltverständnisses zu definieren sowie Probleme und Differenzen zu identifizieren und anzuzeigen.

### Letztbegründung des Glaubens
Einige systematische Theologen haben eine mit geringen Vorannahmen auskommende Rechtfertigung des Glaubens an einen letztgültigen Sinn versucht. Diese Entwürfe stehen in der Entwicklung, Diskussion und teils auch Kritik. Nennenswerte Vertreter mit unterschiedlicher Akzentuierung sind Thomas Pröpper, Hansjürgen Verweyen, teils Klaus Müller. Oft werden dabei transzendentalpragmatische Argumentationsformen aufgegriffen. Bezugspunkte sind dann oft Hermann Krings, Karl-Otto Apel und Wolfgang Kuhlmann.